# Ala (Macedo de Cavaleiros)
Pour les articles homonymes, voir Ala (homonymie).
| \| Localisation sur la carte du Portugal · Ala. \| Localisation sur la carte du Portugal Ala.. |
| Localisation sur la carte du Portugal · Ala.                                                   |

Ala est une paroisse civile (freguesia) de la municipalité (concelho) de Macedo de Cavaleiros, dans le district de Bragance, (région Nord,  Portugal).

## Géographie
Ala a une superficie de 33,76 km².
La paroisse est sur la rive gauche d'un tributaire de la rivière Vilares, qui est, elle-même, un affluent de la rivière Tinhela.  

## Histoire
L'archéologie nous montre que l'occupation humaine d'Ala remonte à l'époque néolithique. Selon la Grande Encyclopédie portugaise et brésilienne, la plus grande partie du territoire qui compose aujourd'hui la paroisse d'Ala est, avant le XIIe siècle, occupée par des vilares, villages plus ou moins récents récents. Sur cette période, on manque d'informations directes. Selon la même source, la paroisse fait partie des anciennes terres de Bregância, Lampaças ou Ledra. 

La toponymie indique qu'Ala dépend de Ledra. Meles (nom pré-romain), Brinço et Carrapatinha sont les premiers centres de peuplement d'Ala (qui est un ancien vilar ou un hameau de Meles), intégrés dans l'ancienne Letera romain-germanique. Concernant le nom du centre principal de la paroisse, l'abbé de Baçal dit, en supposant que le nom apparaît au VIIe siècle : 

« Parmi les évêques qui ont participé au dixième Concile de Tolède, tenu en 656, il en apparaît un, du nom d'Ala, Vincencio, nommé maître de cavalerie du roi goth Euric, qui a été tué par les comtes Alla et Syndila - Vincentius vero ab Eurico Rege, quasi magister militum missus, ab Alla et Syndila, comitibus Italia, »

La première fois qu'Ala apparaît dans un document écrit remonte au XIIIe siècle. Les Enquêtes de 1258, ordonnées par le roi Alphonse III, mentionnent la « villa » d'Ala (à ne pas confondre avec Vila de Ala, dans la municipalité de Mogadouro, car le terme « villa » désigne ici une unité économique), louée à la couronne. En d'autres termes, elle appartient au roi, auquel les habitants doivent payer un loyer annuel pour la jouissance de leurs terres. 

La façon dont le document est écrit semble prouver qu'à cette époque, la couronne ne possède plus ces terres. Auparavant, sous le règne de Sanche II, certains lieutenants de Bragance et Ledra usurpent les terres du roi, à qui ils contestent la légalité de la possession, et s'en proclament propriétaires. Ceci concerne beaucoup de terres à Macedo de Cavaleiros. La rédaction des enquêtes est instructive : 

« La villa de Ala fut un domaine du roi et est maintenant détenue par le seigneur Alfonsus Lupi, »

Ce seigneur est Don Afonso Lopes de Baião, fils de Don Lopo Afonso, un homme riche de Ledra. La création de la paroisse d'Ala est encore entourée d'inconnues. Bien que le principal lieu de culte de la paroisse, à l'époque, Santa Eugénia de Alla, soit le meilleur candidat, à l'époque de la fondation de la nation, et conduit à attribuer une grande antiquité à la paroisse, il est certain que cela ne figure pas dans les Enquêtes de 1258 précitées.
Au Moyen Âge, Ala, initialement appelée Santa Eugénia de Alla, est une abbaye sous patronage royal et une commanderie de l'Ordre du Christ, dans la région de Mirandela. À cette époque, les hameaux de Brinço et Melles sont déjà rattachés à la paroisse. Par la suite, ils font partie de la municipalité de Torre de D. Chama, disparue au milieu du XIXe siècle. La paroisse d'Ala fait partie du comté de Chacim jusqu'au 31 décembre 1853, avant son rattachement à la municipalité de Macedo de Cavaleiros, lors de la réorganisation administrative du pays,.

## Démographie
En 2011, Ala compte une population de 495 habitants. Sa densité de population est de 14,7 habitants.km-2.
| 1706 | 1862 | 1890 | 2001 | 2011 |
| ---- | ---- | ---- | ---- | ---- |
| 400  | 778  | 840  | 497  | 495  |

Les premières informations démographiques remontent à 1706. Cette année, le Père Antonio Carvalho da Costa publie sa Corographia Portugueza, la première de son genre dans le pays, et affecte à Ala 130 foyers, ce qui devrait correspondre, selon des calculs qui se font habituellement dans ces situations, à plus de 400 habitants. Ils sont 840 lors du premier recensement de population effectué au Portugal, en 1890. La population dépasse 900 habitants dans les années 1930 du siècle dernier. Bien sûr, l'émigration provoque à Ala, comme dans d'autres paroisses de la municipalité et de la région, un déclin démographique important, qui ne cesse qu'au début du XXe siècle.

## Administration

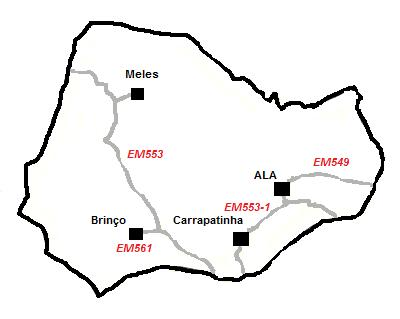
Carte de la paroisse civile.

Dans l'ancien découpage administratif du Portugal, Ala fait partie de la région Trás-os-Montes et Haut Douro. Actuellement (2011), elle fait partie de la sous-région Haut Trás-os-Montes de la région Nord.
La paroisse civile comporte quatre hameaux (localidades) :
| Hameau       | Code postal |
| Ala          | 5340-011    |
| Brinço       | 5340-012    |
| Carrapatinha | 5340-013    |
| Meles        | 5340-014    |

### Politique
La paroisse comporte, en 2011, 566 électeurs inscrits. Elle est administrée par un conseil de trois membres, un président, un secrétaire et un trésorier. En 2011, le président est Luís Manuel Colmieiro Rodrigues. 

## Économie
À Ala, l'agriculture et l'élevage continuent d'être la principale activité de la population. Ces dernières années, on assiste à une diversification, avec des activités comme l'exploitation forestière et la récolte du liège, et, dans le secteur secondaire, la construction.

## Logement
En 2011, le prix moyen d'une habitation, à Ala, s'élève à 560 €.m−2.

## Transports
Ala est traversée par la route EM553. Un embranchement, la EM561 conduit à Brinço. La EM549 relie Ala à Podence. La EM553-1, de Macedo de Cavaleiros à Ala, passe par Carrapatinha.

## Sites et monuments
Dans le patrimoine bâti d'Ala, il faut noter les églises d'Ala, Brinço et Meles et les chapelles de saint Roch, à Brinço, et de saint Antoine à Ala, Meles et Carrapatinha. 
Un cadran solaire en granit décore le mur de la Maison des faucons. La maison de Comieiro possède un plafond peint à fresque. Certains porches en pierre appareillée témoignent, dans les quatre villages, de l'existence d'anciennes fermes seigneuriales.
La paroisse abrite d'importants vestiges archéologiques, comme le Serro de Meles et la Cerquinha, à Ala.

### Église d'Ala
L'église sainte Eugénie d'Ala a une façade de granit, datant de la fin du Moyen Âge, et est surmontée d'une croix de saint Jacques, un vestige d'un ancien chemin de Saint-Jacques-de-Compostelle. Elle porte, au fronton, la date de 1830, une probable référence à des travaux postérieurs à sa construction. 
On y trouve un retable d'autel baroque à quatre panneaux, datant de la fin du XVIe siècle. Sur le panneau de gauche, une Crucifixion, avec la Vierge, saint Jean l'Évangéliste et le Christ sur la croix, est l'œuvre d'un peintre instruit, influencé par Michel-Ange. Ce panneau a été repeint, mais reste de bonne facture. Toujours du côté gauche, au-dessus de la Crucifixion, il y a une intéressante représentation du Christ lié à la colonne, en mauvais état, avec des pigments qui se détachent et deux grandes fissures verticales. Le panneau de droite montre le Christ sur le chemin du Calvaire. Le traitement est semblable à ceux des deux autres tableaux et le panneau présente aussi deux grandes fissures verticales. Le dernier panneau du retable de l'autel représente sainte Catherine avec la palme du martyre dans sa main gauche. Sa main droite tient un crucifix à la figure du Christ, accompagné par son attribut (la roue). Ce panneau est datable du XVIIe siècle.

### Église de Brinço
Dans le village de Brinço, l'église sainte Catherine comporte deux nefs, seul édifice de ce type dans la région, une chapelle, une sacristie et un arc triomphal en plein cintre avec impostes. Le maître-autel est décoré d'une sculpture baroque, repeinte en 1935. Dans la nef (à gauche), on note la présence d'une sculpture baroque de Notre-Dame des Douleurs, de grandes dimensions et en bon état.

## Culture

### Vie associative
Ala compte trois associations : l'Association culturelle, récréative et sportive d'Ala, l'Association philharmonique de Brinço et l'Association culturelle, sportive et des loisirs de Meles. La Fanfare d'Ala est créée en 2006, avec douze membres, et atteint les 27 musiciens, dont quatre saxophonistes, en 2011.

### Fêtes
Les fêtes de la paroisse ont lieu à la Saint Antoine, le 12 juin, et à la Saint Gaétan, le second samedi d'août. 

### Hymne
Ala é a nossa terra

Tão linda e tão fagueira

Tem encantos mais de mil

Gente humilde e hospitaleira.

Ó Ala tão linda 

Com seus olivais

Tem doces perfumes

Nos seus roseirais. 

Tem uma linda igrejinha

Mesmo ao fundo do povo

Onde se junta ao domingo

Para ouvir missa o povo todo.

Também tem no carvalhal

Que é de grande admiração

Existe lá um tear

Que também tece no São João.

Existe na parafita

Uma velha e grande pia

Que os mouros por lá fizeram

Para dar de beber à cria.

Ala é bela e tão airosa

De mui belas tradições

Recorda ela o passado

E são mais lindos os seus serões.
— Francisco Urze